# Rye (fiume Yorkshire)
Il fiume Rye è un fiume della contea inglese del North Yorkshire. Nasce appena a sud delle Cleveland Hills, a est di Osmotherley, e scorre attraverso Hawnby, Rievaulx, Helmsley, Nunnington, West e East Ness, Butterwick, Brawby, e Ryton, prima di confluire nel fiume Derwent alle coordinate 54°10′N 0°44′W vicino a Malton.
In alcuni tratti del fiume vi sono conflitti di interesse tra prelievo di acqua per scopi economici e mantenimento di una portata che sia di qualità e quantità sufficiente per sostenere l'ecologia dell'area.

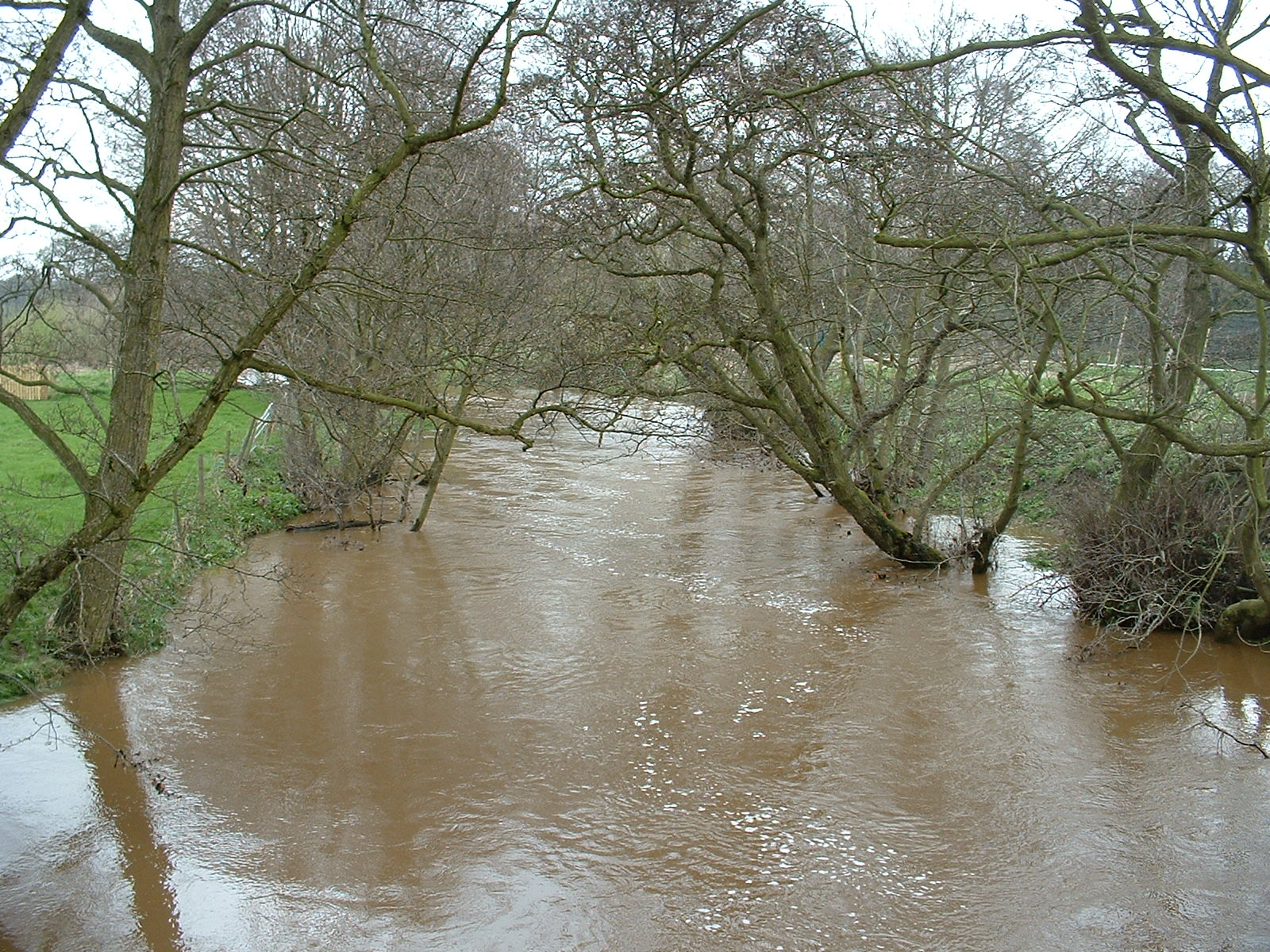
Il fiume Rye vicino a Nunnington, ingrossato da piogge intense.

## Corso
Il fiume Rye nasce a Rye Head, in vicinanza delle Cleveland Hills, quindi raccoglie le acque del fiume Seph, che scorre lungo la Bilsdale ricevendo un tributario dalla Snilesworth Dale prima di imeettersi nel Rye. Attraversa l'abbazia di Rievaulx ed entra nella Valle di Pickering a Helmsley. Nel suo corso verso est a valle di Helmsley, il Rye riceve le acque del fiume Dove proveniente dalla Farndale, cui in precedenza si era aggiunto il Hodge Beck dalla Bransdale. L'Hodge Beck è in parte inghiottito dall'acquifero calcareo nella Kirkdale e anche più a valle. Kirkbymoorside è sul fiume Dove che, come l'Hodge Beck ha un corso parzialmente sotterraneo. Dalla Rosedale proviene il fiume Seven, che in prossimità di Sinnington confluisce nel Rye.

## Aree
Per scopi di gestione, il fiume Rye è suddiviso in due unità, Ness e Howe Bridge.

### Ness
Ness è l'area pertinente alla parte superiore del corso e copre 240 km². Include il fiume Rye e i suoi tributari dalla sua sorgente fino alla sua confluenza con il fiume Dove, vicino al villaggio di East Ness.
L'area di Ness è principalmente rurale, con pochi insediamenti dispersi. La topografia è diversificata.
La parte settentrionale è dominata da altopiani paludosi ad altezza superiore ai 200 m e sono parte del Parco Nazionale delle North York Moors. Qui il territorio è prevalentemente destinato a pascolo.
A valle, quando il fiume raggiunge Rievaulx e Helmsley, il territorio è a quota attorno ai 100 m, degradando verso est fino ai 50 m di East Ness. Nella parte inferiore dell'area il territorio è utilizzato sia come pascolo sia come terreno arabile. Ci sono anche delle zone a foresta e nei terreni adiacenti al fiume.
L'estrazione di acqua dal fiume serve principalmente per rifornire un allevamento ittico a Harome (quest'acqua è poi restituita al fiume). Ci sono due impianti di depurazione a Helmsley e Sproxton. L'ecologia e la pesca sono estremamente sensibili alle variazioni di portata d'acqua in quest'area.

### Howe Bridge
L'area di Howe Bridge copre 614 km². È costituita dal fiume Rye da East Ness fino alla sua confluenza nel fiume Derwent, appena dopo Howe Bridge. In quest'area i tributari principali del Rye sono il fiume Riccal, il fiume Dove (con l'Hodge Beck), il fiume Seven, il Costa Beck ed il Pickering Beck.
Le città sedi di mercato di Pickering e Kirkbymoorside sono ii più grandi insediamenti dell'area. Per il resto, l'area è rurale, con una topografia differenziata. Al nord vi è l'altopiano paludoso delle North York Moors, con le valli di Bransdale, Farndale, Rosedale e Newtondale. Gran parte della zona paludosa si trova a quota maggiore di 300 m, con la quota massima a 430 m. Al sud di questo altopiano, i tributari provenienti dalle valli convergono e il territorio diviene più pianeggiante, per lo più a quota inferiore ai 100 m. Verso sud-ovest, l'area di Howe Bridge copre il paesaggio ondulato delle Howardian Hills.
I prelievi maggiori di acqua dal fiume sono per allevamento ittico. Ci sono impianti di depurazione a Pickering, Harome e Kirkbymoorside.

## Storia naturale

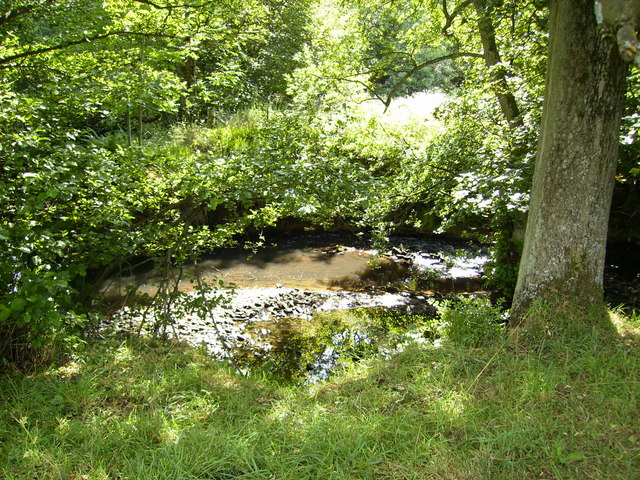
Farndale è un sito di speciale interesse scientifico (SSSI)

Ci sono parecchi siti nel bacino del Rye che posseggono uno status definito:
- Le zone di protezione speciale (ZPA) danno protezione a uccelli, ai loro nidi, uova e habitat.
- Le zone speciali di conservazione (ZSC) contribuiscono alla biodiversità, conservando e ricostituendo gli habitat e le specie diverse dagli uccelli.
- I geositi (Sites of Special Scientific Interest - SSSI).

| geositi | ZSC               | ZPA               |
| --- | ----------------- | ----------------- |
| Farndale, Cropton Banks e Howlgate Head Woods, Newton Dale, The Ings, Amotherby Duncombe Park, Ashberry e Reins Woods, Rievaulx Woods, Ryedale Windy Pits, North York Moors. | North York Moors. | North York Moors. |

Duncombe Park è una Riserva Nazionale Naturale (NNR) e le Howardian Hills sono un'area a bellezza naturale eccezionale (AONB).

## Geologia
Vicino alla sorgente, il fiume Rye e i suoi tributari scorrono su calcare corallino, che emerge sulle colline che circondano la valle di Pickering. In alcuni tratti, questo acquifero maggiore è messo in vista sul fondo del letto fluviale e l'acqua del fiume si perde attraverso inghiottitoi a Kirkdale e Kirkby Mills. Tra il corso del Rye e dei suoi tributari nella valle di Pickering si trovano i depositi lacustri dell'ultima era glaciale. Newtondale era un canale che drenava le acque di fusione del ghiaccio provenienti dalle North York Moors al termine dell'era glaciale e la sua valle è molto più profondamente incisa di quanto il flusso dell'attuale Pickering Beck possa giustificare.

## Storia

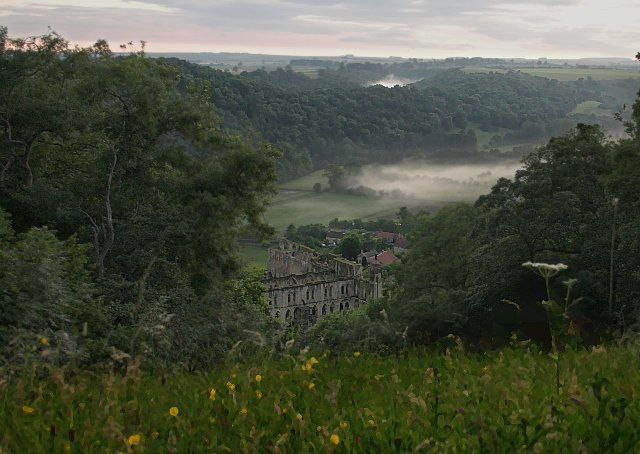
La valle del Rye presso l'Abbazia di Rievaulx

Le correnti del corso superiore del Rye e dei suoi tributari hanno mosso mulini ad acqua per parecchi secoli. Ce ne erano sicuramente tre a Pickering ed altri a Kirkby Mills, vicino a Kirkbymoorside. Un mulino a Bransdale è di proprietà del National Trust, sebbene al momento non sia visitabile.
L'abbazia di Rievaulx fu fondata sulle rive del Rye su terre donate da Walter l'Espec di Helmsley e deve il suo nome dalla traduzione letterale dal francese dell'indicazione Valle del Rye. I monaci di Rievaulx in seguito deviarono il fiume lontano dagli edifici abbaziali.
Sul Costa Beck a sud di Pickering, verso la fine del XIX secolo furono scavate tracce di un insediamento preistorico.

## Economia
Il principale valore economico del fiume Rye sta nel suo utilizzo come riserva idrica per l'agricoltura, l'uso civile, la pesca e attività ricreative.
È utilizzato anche per raccogliere le acque in uscita dagli impianti di depurazione.